# Вид (логика)
Вид (в логике) — определяемое понятие, категория которого является дополнительной к категории рода.
Представления о роде и виде в логике являются ключевыми для так называемого «классического» («родо-видового») определения понятия («определения через род и видовое отличие»): при таком определении предметы определяемого понятия (вида) одновременно включаются в круг предметов более широкого понятия (рода) — и выделяются среди них посредством отличительных признаков, совокупность которых образует так называемое видовое отличие (спецификацию). Среди классических определений выделяют такие определения, в которых видовое отличие указывается как способ возникновения (образования, получения, построения) определяемого предмета; в этом случае определение называют генетическим.
Форму классического определения могут принимать как научные, так и повседневные определения, однако для научных классических определений отличительные признаки обязательно должно быть существенными.